# Леднево (Красноярский край)
Леднево — упразднённая деревня в Енисейском районе Красноярского края России. На момент упразднения входила в состав Ярцевского сельсовета. Упразднена в 2001 году.

## География
Располагалась на правом берегу реки Енисей напротив устья реки Сым, на расстоянии приблизительно 7 километров (по прямой) к северо-западу от села Ярцево.

### Климат
Климат резко континентальный с низкими зимними температурами, застоем холодного воздуха в долинах рек и котловинах. В зимнее время над поверхностью формируется устойчивый Сибирский антициклон, обусловливающий ясную и морозную погоду со слабыми ветрами. Континентальность климата обеспечивает быструю смену зимних холодов на весеннее тепло. Однако низменный рельеф способствует проникновению арктического антициклона. Его действие усиливается после разрушения сибирского антициклона с наступлением теплого периода. Поэтому до июня бывают заморозки. Средние многолетние значения минимальных температур воздуха в самые холодные месяцы — январь и февраль — составляет −25…-27 °C, а абсолютный минимум достигает −53…-59 °C. Средние из максимальных значений температуры для наиболее теплого месяца (июля) на всем протяжении долины колеблются в пределах 24 — 25 °C, а абсолютные максимумы температур в летние месяцы достигают значений в 36 — 39 °C. Зима продолжительная. Период со средней суточной температурой ниже −5° на всей протяженности составляет около 5 месяцев (с ноября по март). Ниже 0° — около полугода. Продолжительность безморозного периода в рассматриваемом районе составляет 103 дня, при этом первые заморозки наблюдаются уже в начале сентября. Последние заморозки на поверхности почвы могут наблюдаться в мае.

## История
По всей видимости деревня возникла в начале 1930-х годов, как спецпоселок для ссыльных из числа кулацкого элемента. До Великой отечественной войны являлась отделением колхоза «Новый путь» деревни Никулино. Деревня располагалась на енисейской излучине, в месте где часто наблюдаются заторные явления, в связи с чем деревня не однократно подвергалась затоплению. После очередного затопления, в 2000 году, было принято решение об отселении жителей в посёлок Кривляк.

## Население
Часть жителей деревни являлись кержаками.